# Slalom (datorspel)
Slalom är ett sportspel utvecklat av Rare och ursprungligen utgivet av Nintendo till Nintendo Vs. Series 1986. Det släpptes till Nintendo Entertainment System (NES) i Nordamerika i mars 1987 och i Europa senare samma år. I Slalom åker spelaren skidor utför och tävlar i en serie slalomåk, medan flaggor och hinder måste passeras innan tiden tar slut. Spelet utvecklades av Tim och Chris Stamper och musiken komponerades av David Wise.
Slalom var det första NES-spelet som utvecklades utanför Japan och bröderna Stampers första spel, tillika konsolspel, utgivet under företaget Rare. Tidigare hade spel utvecklats  till hemdatorer som ZX Spectrum. Recensenter på 1980-talet ansåg Slalom vara orealistiskt, men uppskattade på det stora hela dess grafik och animationer. Allgames retrospektiva recension beskrev spelet som skralt gjort och ett hastverk. Slalom utgavs 2015 i Rares spelsamling Rare Replay till Xbox One.

## Spelupplägg
Slalom är ett enspelarspel med alpin skidsport som tema, där spelaren åker utför i ett antal slalomtävlingar. Totalt finns 24 banor som är jämnt spridda på tre olika berg. Innan spelet startar väljer spelaren berg baserat på svårighetsgrad: "Snowy Hill" för nybörjare, "Steep Peak" för medelgoda åkare och "Mount Nasty" för experter. Målet för varje åk är att nå mållinjen på den tilldelade tiden. Spelaren måste undvika hinder som träd, flaggor, snögubbar, kälkåkare och andra skidåkare på sin väg nerför, i annat fall trillar åkaren  och förlorar tid. Med tillräcklig tajming kan spelaren hoppa över dessa hinder. Spelaren måste också svänga runt flaggorna för att bibehålla farten. Om passeringen sker på fel sida om flaggan börjar åkaren ploga och sakta ner.
I banorna finns även pucklar som, om de åks på, får åkaren att flyga upp i luften och färdas långsammare vid landningen. Medan åkaren befinner sig i luften kan spelaren utföra trick och tjäna in bonuspoäng. Om spelaren misslyckas med tricket kan åkaren falla omkull och därmed gå miste om sekunder. Vid slutet av varje åk sammanställs poängen och beräknas utifrån mängden tid som kvarstår och poäng som samlats ihop vid genomförda trick. Om spelaren tjänar ihop tillräckligt med poäng kan de åka på nästa bana ”solo” (utan andra åkare på skärmen).  Den erhållna poängsumman i kvalåken omvandlas till extratid på timern på soloåket. Poängrekorden på varje bana sparas till dess konsolen stängs av.

## Utveckling

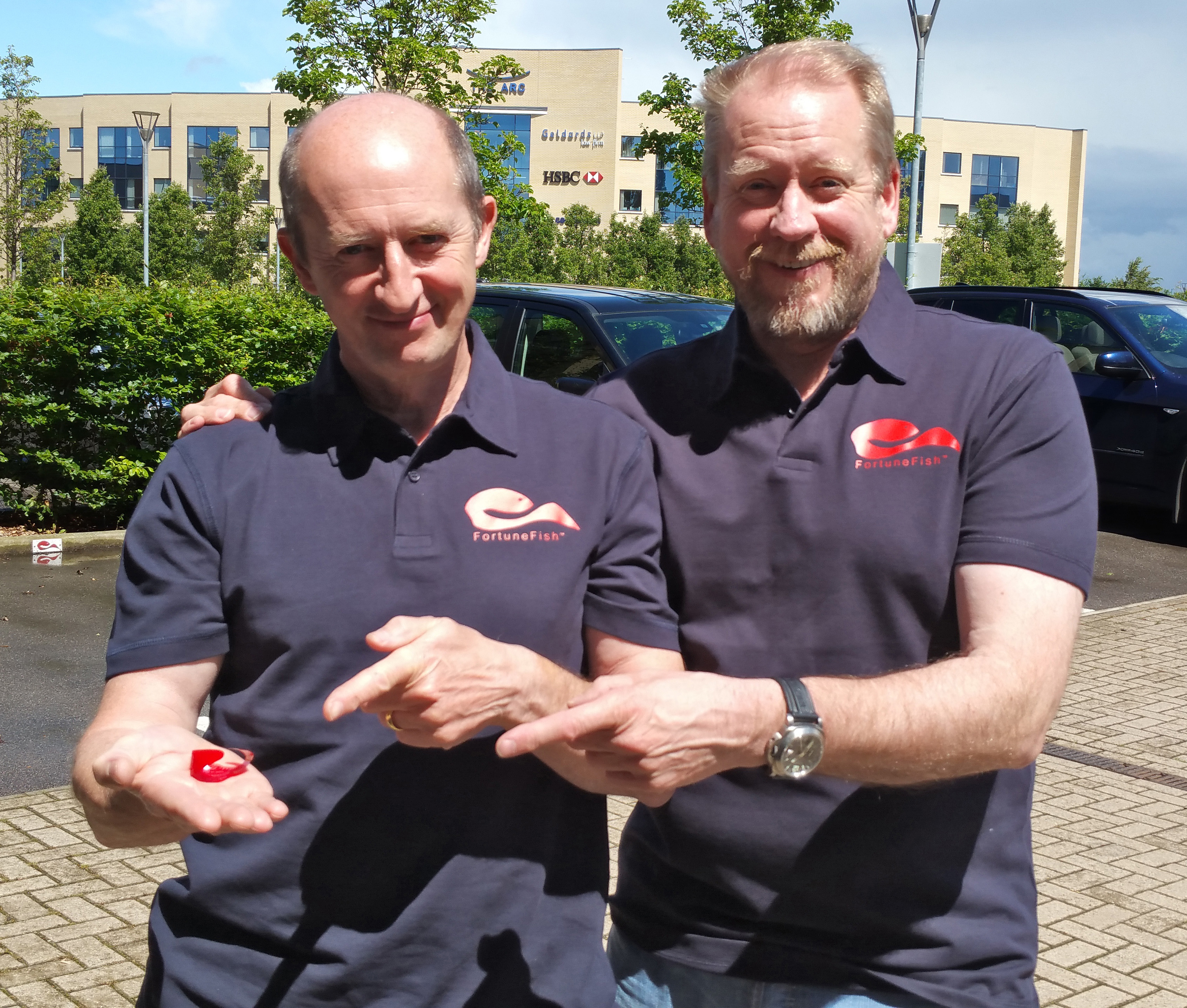
Tim och Chris Stamper, 2015

Slalom utvecklades av det brittiska datorspelsföretaget Rare av Tim och Chris Stamper. Rare hade letat efter att utveckla spel till konsoler i kölvattnen av den stegrande piratkopieringen av spel i Storbritannien. De valde NES för dess ökande popularitet, trots att konsolen inte hade några utvecklare i väst, och frågade efter en licens av Nintendo. När Nintendo avböjde bedrev de reverse engineering av konsolen och skapade ett demo, Slalom, att visa för företaget. Nintendo blev förvånade över resultatet och gjorde Rare till sin första utvecklare i väst och påbörjade ett långt och nära samarbete mellan Rare och Minoru Arakawa, grundare och ordförande i Nintendo of America.
Slalom släpptes ursprungligen 1986 som arkadspel som en del i Nintendo Vs. Series och fick titeln Vs. Slalom. Den versionen innehöll ett stående arkadskåp, en joystick, en hoppknapp, monoljud och standardiserad rastergrafik. Det fanns också en valbar uppgradering av kontrollen som innehöll två fysiska skidstavar och förkortade skidor som spelaren kunde stå på och använda för att kontrollera åkaren på skärmen. Utgåvan till NES släpptes av Nintendo i Nordamerika i mars 1987 och den 15 oktober 1987 i Europa. Slalom var Rares första utvecklade datorspel som ett nytt företag. Det var också bröderna Stampers första utgivna datorspel till en konsol.
Spelets musik komponerades av David Wise på Rare och innebar hans första uppdrag för NES. I en intervju i december 2010 sade Wise att han tyckte jobbet med NES ljudkort var utmanande. Han behövde först koda varje ton för hand innan de konverterades med en dator. Wise mindes att han tänkte att hans första NES-projekt lät som dörrklockor. Han var ödmjuk över att andra fortsätter remixa hans låtar.

## Mottagande
| Mottagande      | Mottagande      |
| Recensionsbetyg | Recensionsbetyg |
| Publikation     | Betyg           |
| --------------- | --------------- |
| Allgame         | [ 15 ]          |

Slalom fick förhandsbevakning i början på 1987 i det första numret av Nintendo Fun Club News – föregångaren till tidskriften Nintendo Power – och nämnde konverteringen till NES. Det figurerade i det följande sommarnumret 1987 med en kort översikt och experttips. Det franska magasinet Tilt uppskattade spelets grafik och ljud, men tyckte att dess animationer inte klarade sig lika bra. Av annan åsikt var den tyska tidskriften Aktueller Software Markt, som uttryckte stort beröm för Slaloms animationer (särskilt dess användande av scrollning och perspektiv) och tyckte dess ljud var mediokert. Tidskriften ansåg spelet vara kul, fast orealistiskt. Den tyska respektive franska tidskriften Power Play och Gen4 lyfte på liknande sätt också fram animationerna. Trots att Gen4 fann spelet orealistiskt, uppskattade de dess skildring av fart och den gradvisa utvecklingen av svårighetsgraden. Power Play gillade grafiken på nivåerna och hindren. Gen 4 jämförde den genomsnittliga grafiken för Nintendo, och var oense internt om huruvida spelet var tillräckligt anmärkningsvärt. Power Play tyckte spelet behövde mer variation och snabbt blev monotont.
Allgames Brett Alan Weiss retrospektiva recension var kritisk och kallade Slalom ”ett hastverk” som inte fångade skidåkningens själ. Han kände att spelet var repetitivt, för enkelt, och inte kul för vuxna. Weiss beskrev grafiken som block-liknande och fadd, ljudet som repetitivt och avledande. Han sade att fast att det var ett tidigt släpp i konsolens livslängd, var Slalom likt Intellivisions kapacitet 1979. Han rekommenderade spelet  Antarctic Adventure till Colecovision i dess ställe. Den brittiskbaserade tidskriften Retro Gamer skrev att spelet erhöll lite uppmärksamhet. Stuart Hunt skrev i december 2010, på Rares 25-årsjubileum, att spelet var ”kul men ganska simpelt” i dess brist på variation i åken. Han sade, trots det, att spelet visade på hur företaget kunde maximera tillgångarna i NES-systemet. Slalom var inkluderat i Rare Replay, en kompilation av 30 speltitlar av Rare, som utgavs till Xbox One den 4 augusti 2015.